# David Radok
David Radok (* 28. července 1954 Praha) je český operní a divadelní režisér, syn Alfréda Radoka.
Po invazi vojsk Varšavské smlouvy emigroval 28. srpna 1968 spolu s rodiči a se sestrou do Švédska, kde měl jeho otec domluvenu pohostinskou režii v Göteborgu v divadle Folkteater.
V roce 1980 debutoval jako režisér inscenací opery Medium od Gian Carla Menottiho v Göteborské opeře. Poté režíroval na významných skandinávských scénách na padesát inscenací oper od raného baroka až po současnost. V devadesátých letech 20. století se vrátil do Československa a jeho tvorba významně obohacuje českou kulturu doma i v zahraničí.

## Biografie
David Radok je synem režiséra Alfréda Radoka a narodil se 28. července 1954 v Praze. Rodina emigrovala v roce 1968 po invazi vojsk Varšavské smlouvy do Švédska. Tam Radok po dokončení studií pracoval v různých divadelních profesích a v roce 1980 debutoval jako režisér operou Medium od Gian Carla Menottiho v Göteborgu. Postupně si vybudoval renomé v severských zemích, kde režíroval řadu významných oper.
Na začátku 90. let se vrátil do tehdejšího Československa a začal spolupracovat s pražským Národním divadlem. První inscenací byla Mozartova opera Don Giovanni, která byla uvedena u příležitosti znovuotevření Stavovského divadla po kompletní rekonstrukci. V roce 2008 režíroval světovou premiéru Havlovy hry Odcházení v Divadle Archa. Od roku 2014 spolupracuje s Janáčkovou operou Národního divadla Brno, kde jeho inscenace tvoří důležitou součást zdejšího repertoáru a těší se uznání odborníků i veřejnosti. Pro festival Janáček Brno 2014 nastudoval v koprodukci s göteborskou operou Věc Makropulos. V roce 2016 získala Radokova inscenace spojující Bartókovu operu Modrovousův hrad a Schönbergovo Očekávání Cenu divadelní kritiky. V roce 2017 připravil ve spolupráci s orchestrem Collegium 1704 novodobé uvedení Vivaldiho opery Arsilda. Za nastudování opery Peter Grimes od Benjamina Brittena získal ocenění Divadelních novin Inscenace roku 2021. V lednu 2023 převzal Cenu města Brna za rok 2022 v kategorii dramatické umění.
K jeho oblíbeným operním skladatelům patří kromě Janáčka Britten, Berg, Šostakovič, Rossini, Händel a Gluck. Příležitostně se věnuje také scénografii.

## Libretista
Je autorem libreta opery Monument skladatele Marka Ivanoviće, která vznikla na objednávku Národního divadla Brno a měla premiéru v sezóně 2019–2020. Námětem opery je osud sochaře Otakara Švece.

## Kolektivní výstavy
- 2017 Hudba, moře, divadlo, Josef Kroutvor, David Radok, Ivan Theimer, Galerie U Betlémské kaple, Praha, 3. – 29. listopad 2017[7]